# Лелия обоюдоострая
Лелия обоюдоострая (лат. Laelia anceps) — многолетнее трявянистое растение семейства Орхидные.

## Природныеразновидности
По данным Королевских ботанических садов в Кью:
- Laelia anceps subsp. anceps
- Laelia anceps subsp. dawsonii (J.Anderson) Rolfe, 1922

В цветоводстве выделяют несколько разновидностей отличающихся деталями окраски цветков:
- Laelia anceps var. alba
- Laelia anceps var. barkerriana
- Laelia anceps var. chamberlainiana
- Laelia anceps var. coerula
- Laelia anceps var. dawsonii
- Laelia anceps var. dawsonii subvar. Chialapensis
- Laelia anceps var. hillii
- Laelia anceps var. lineata
- Laelia anceps var. roeblingiana
- Laelia anceps var. semi-alba
- Laelia anceps var. veitchiana
- Laelia anceps var. vestalis
- Laelia anceps var. williamsianum

## Синонимы
- Amalias anceps (Lindl.) Hoffmanns., 1842
- Amalia anceps (Lindl.) Heynh., 1846
- Cattleya anceps (Lindl.) Beer, 1854
- Bletia anceps (Lindl.) Rchb.f. in W.G.Walpers, 1862

## Этимология
Видовое название «anceps» образовано от латинского слова anceps или ancipes - обоюдоострый.
Мексиканское название — El Toro.

## Биологическое описание
Симподиальные растения средних размеров. 

Псевдобульбы удлиненно-яйцевидные, длиной до 7 см, шириной 2,5 см, с заостренными краями, уплощенные стороны ребристые, с 1 или 2 листьями на верхушке.

Листья ланцетные, килеватые, кожистые, заостренные, длиной 15—20 см, шириной 3—4 см, охватывающие цветонос, формирующийся на верхушке псевдобульбы.

Цветонос 60—120 см длиной, покрыт длинными линейно-ланцетными прицветниками. В соцветии 2—3 цветка на изогнутых цветоножках. 

Цветки светло-лиловые с жёлтой серединой, без аромата, согласно другим источникам с легким приятным ароматом, в диаметре до 10 см 
 Чашелистики длиной до 6 см, шириной до 1,6 см, ремневидно-ланцетные, заостренные, на концах завернутые. Лепестки длиной до 6 см, шириной до 2,6 см, удлиненно-овальные, заостренные.
Губа длиной около 4,5 см, шириной 3,5 см, трехлопастная. Боковые лопасти продолговатые, округленные, светло-желтые с темно-лиловыми линиями и штрихами, по краю фиолетовые, бархатистые. Средняя лопасть удлиненно-обратнояйцевидная, с завернутым волнистым краем, темно-лиловая, бархатистая, в зеве с 3 желтыми продольными гребнями.

## Ареал, экологические особенности
Мексика (штаты: Чьяпас, Идальго, Нуэво-Леон, Оахака, Пуэбла, Керетаро, Сан-Луис-Потоси, Тамаулипас, Веракрус), Гондурас, Гватемала.
Эпифиты, реже литофиты. Обитает на высотах от 500 до 1500 метров над уровнем моря. Населяет дубовые леса, часто встречается на кофейных плантациях в местах с высокой интенсивностью солнечного света.
Laelia anceps включена в Приложение II Конвенции CITES. Цель Конвенции состоит в том, чтобы гарантировать, что международная торговля дикими животными и растениями не создаёт угрозы их выживанию.

## В культуре
Вид считается не сложным в культуре. К соблюдению жесткого температурного режима не требователен.

Температурная группа — теплая.
Цветет в январе - феврале. Продолжительность цветения 4—5 недель. 
 Вегетационный период с апреля по ноябрь. По другим данным новые побеги начинают возникать весной, но не образуют цветоносов. Хорошо развитые побеги начинают образовываться в августе и процветают через 4—5 месяцев. Покрывала цветоноса покрыты клейкой жидкостью. В условиях низкой относительной влажности воздуха цветонос требуют ежедневной протирки смоченным в воде ватным тампоном для предотвращения склеивания бутонов.
После цветения наступает период покоя, во время которого растение практически не поливают и содержат при более низких температурах.
Посадка на блок из коры пробкового дуба, или в горшок или корзинку для эпифитов с субстратом из сосновой коры средней или крупной фракции. 
 Субстрат после полива должен полностью просыхать. Для полива лучше использовать воду прошедшую очистку методом обратного осмоса.
Относительная влажность воздуха 50—70 %.
Освещение: прямой солнечный свет в утренние и вечерние часы, днем — яркий рассеянный. 
Подкормки только в период активной вегетации комплексным удобрением для орхидей в минимальной концентрации 1—3 раза в месяц.
Laelia anceps активно используется в создании красивоцветущих гибридов.

## Известныегрексысозданные с участиемLaelia anceps
- Brassolaelia Sea Urchin (Brassovola glauca x Laelia anceps)
- Laeliocattleya Wrigleyi (Cattleya bowringiana x Laelia anceps)
- Laeliocattleya Caligula (Laelia anceps х Cattleya percivaliana)
- Laeliocattleya Daisy (Cattleya mossiae х Laelia anceps)
- Laeliocattleya Amethystella (Cattleya amethystoglossa х Laelia anceps)
- Laeliocattleya Interceps (Cattleya intermedia x Laelia anceps)
- Laeliocattleya Puppy Love (Cattleya Dubiosa x Laelia anceps)
- Laeliocattleya Clayton Waglay (Laelia anceps x Cattleya Claesiana)
- Laeliocattleya Australian Frangipani (Laeliocattleya Interceps x Laelia anceps)
- Laeliocattleya Miss Wonderful (Laeliocattleya Mari's Song x Laelia anceps)
- Schombolaelia Splendid Spire (Schomburkgia splendida x Laelia anceps)
- Sophrolaeliocattleya Hsin Buu Lady
- Lyonara Over Easy (Schombocattleya Jamaica Plenty x Laelia anceps)